# Панков Ігор Іванович
І́гор Іва́нович Панко́в (* 1933) — машинобудівник, лауреат Державної премії УРСР в галузі науки і техніки 1979 року.

## З життєпису
Народився 1933 року. Станом на 1979 рік — заступник головного інженера виробничого об'єднання турбобудування «Харківський турбінний завод імені С. М. Кірова».
Лауреат Державної премії УРСР в галузі науки і техніки 1979 року — за «створення серії парових турбін одиничною потужністю 500 000 кВт (типу К-500-65/3000) для атомних електростанцій», співавтори Брюханов Віктор Петрович, Вірченко Михайло Антонович, Герман Самуїл Йосипович, Капінос Василь Максимович, Касаткін Борис Сергійович, Косяк Юрій Федорович, Назаров Ігор Костянтинович, Рудковський Арій Федорович, Сухінін Віктор Павлович.